# Ostscheider Bach
Der Ostscheider Bach ist ein linker Nebenfluss der Werre im Nordosten des deutschen Bundeslandes Nordrhein-Westfalen. Das Gewässer gehört zum Flusssystem der Weser und entwässert einen kleinen Teil des Ravensberger Hügellandes.

## Umwelt
Unweit östlich des Bachlaufs kurz vor Mündung liegt das Naturschutzgebiet Blutwiese bei Ostscheid.